# Plataforma GM Epsilon
Epsilon é uma plataforma da GM utilizada na produção de modelos de tração dianteira e porte médio. Em 2008 chegará ao mercado uma versão aperfeiçoada denominada Epsilon 2.

## Modelos Epsilon
- 2002 Opel Vectra
- 2003 Saab 9-3
- 2004 Chevrolet Malibu
- 2006 Cadillac BLS
- 2003 Opel Signum
- 2004 Chevrolet Malibu Maxx
- 2005 Pontiac G6
- 2005 Fiat Croma
- 2007 Saturn Aura
- 2008 Chevrolet Malibu

## Modelos Epsilon 2
- 2008 Opel/Vauxhall Insignia – sucessor do atual Vectra
- 2009 Saab 9-3
- 2010 Buick LaCrosse
- 2010 Cadillac BLS (global)
- 2011 Chevrolet Malibu
- 2011 Pontiac G6
- 2011 Saturn Aura
- 2010 Saab 9-5